# Прапор Барвінківського району
Пра́пор Барвінкі́вського райо́ну — офіційний символ Барвінківського району Харківської області, затверджений 25 жовтня 2002 року рішенням сесії Барвінківської районної ради.

## Опис
Прапор являє собою прямокутне малинове полотнище, що має співвідношення сторін 2:3, в центрі якого розташовано герб району.
Геральдичний щит перетятий та напіврозтятий вузькими золотими смугами і має золоту облямівку. У верхньому зеленому полі знаходиться золотий ріг достатку та кадуцей, покладені косим хрестом; на лазуровому розміщено золотого козака зі списом; у золотому третьому полі — лазурова квітка барвінку. Лазурове та золоте поля розділяє золотий колосок.